# Station Rychtal
Station Rychtal is een spoorwegstation in de Poolse plaats Rychtal.